# Vlag van Hellendoorn

vlag van de gemeente Hellendoorn

De vlag van Hellendoorn is de gemeentelijke vlag van de Overijsselse gemeente Hellendoorn. Deze werd op 19 december 1961 bij raadsbesluit vastgesteld. 
De beschrijving van de vlag luidt:
Rechthoekig, drie horizontale banen van gelijke hoogte in de kleuren van boven naar beneden: rood, geel en blauw; in een in de linkerhoek van de bovenste baan uitgespaard vierkant, waarvan de zijden gelijk zijn aan de hoogte van die baan, is het gemeentewapen aangebracht, de hoogte van de vlag, langs de stok gemeten, zal, in overeenstemming met de afmetingen van de provinciale vlag, zich verhouden tot de lengte als 5: 8 ½ .
De vlag lijkt te zijn gebaseerd op de defileervlag van de gemeente tijdens het defilé in Amsterdam ter ere van het 40-jarig regeringsjubileum van koningin Wilhelmina in 1938. Tijdens het evenement werden vlaggen gedragen in kleuren die per provincie verschilden, met in het kanton een afbeelding die was ontleend aan het gemeentewapen. De basis voor Overijssel was een vlag met drie gelijke horizontale banen in rood, geel en blauw.

## Verwante afbeeldingen

Wapen van Hellendoorn

Almelo 
· Borne 
· Dalfsen 
· Deventer 
· Dinkelland 
· Enschede 
· Haaksbergen 
· Hardenberg 
· Hellendoorn 
· Hengelo 
· Hof van Twente 
· Kampen 
· Losser 
· Oldenzaal 
· Olst-Wijhe 
· Ommen 
· Raalte 
· Rijssen-Holten 
· Staphorst 
· Steenwijkerland 
· Tubbergen 
· Twenterand 
· Wierden 
· Zwartewaterland 
· Zwolle